# Aeroportul Municipal Tehachapi
Aeroportul Municipal Tehachapi (IATA: TSP, ICAO: KTSP, FAA LID: TSP) este un aeroport din California, Statele Unite ale Americii ce deservește zona comitatul Kern.
Situat la o altitudine de 1.220 m, aeroportul dispune de 1 pistă.

## Infrastructură

### Piste
Aeroportul dispune de o singură pistă. Pista 11/29 are suprafața de asfalt și dimensiunile 4.040 picioare × 75 picioare. 